# Gruckhån, Härjedalen
Gruckhån är en sjö i Bergs kommun i Härjedalen och ingår i Ljungans huvudavrinningsområde. Sjön har en area på 0,356 kvadratkilometer och ligger 484 meter över havet. Sjön avvattnas av vattendraget Ljungan.

## Delavrinningsområde
Gruckhån ingår i det delavrinningsområde (697226-138181) som SMHI kallar för Utloppet av Gruckhån. Medelhöjden är 569 meter över havet och ytan är 6,17 kvadratkilometer. Räknas de 207 avrinningsområdena uppströms in blir den ackumulerade arean 1 381,43 kvadratkilometer. Avrinningsområdets utflöde Ljungan mynnar i havet. Avrinningsområdet består mestadels av skog (89 procent). Avrinningsområdet har 0,36 kvadratkilometer vattenytor vilket ger det en sjöprocent på 5,9 procent.